# 대한예수교장로회(합동)총회유지재단
대한예수교장로회 (합동) 총회유지재단은 대한예수교장로회총회 (합동) 및 동 총회에서 속한 노회와 교회가 전도, 선교, 언론, 출판 및 자선사업을 위하여 필요한 토지, 건물과 설비품을 관리하며 또한 이에 필요한 자산을 공급하기 위하여 1982년 6월 29일 설립된 문화체육관광부 소관의 재단법인이다. 사무실은 서울특별시 강남구 대치동 1007-3에 있다.

## 주요 사업
- 총회 및 노회와 지교회의 자산을 보호, 관리
- 국내 전도와 해외선교
- 기독교 교육과 신학교육
- 자선사업과 구제
- 기독신문 및 출판물 발행